# Informe Yana Curi

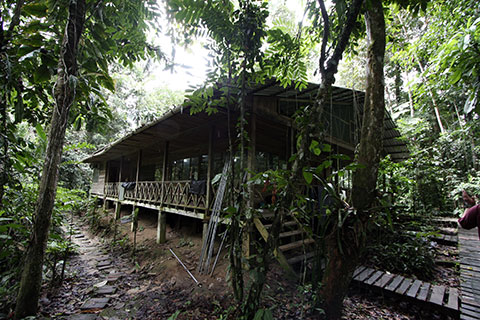
El laboratorio científico principal.

El Informe Yana Curi: Impacto de la actividad petrolera en poblaciones rurales de la Amazonía ecuatoriana, es un documento de 2000 que analiza la influencia de la extracción de petróleo en la selva de Ecuador, y todo lo que ello conlleva, sobre la salud de la población de la zona. Yana Curi significa oro negro (petróleo) en quechua.
Este informe fue editado por el Instituto de Epidemiología y Salud Comunitaria "Manuel Amunarriz" en Coca. Su autor fue Miguel San Sebastián, doctor en epidemiología y cooperante de Medicus Mundi.
Entre sus conclusiones se cita que dicha población tiene, respecto a otra comparable, porcentajes mucho mayores de abortos espontáneos, cáncer, además de otros efectos nocivos sobre la salud humana. Esto sería debido a la contaminación debida a la explotación del petróleo.
Este informe se ha utilizado como prueba en la multimillonaria demanda judicial que los pueblos indígenas del país, representados por el abogado local Pablo Fajardo, han interpuesto contra Texaco, explotadora en monopolio de petróleo en la Amazonía ecuatoriana desde 1967 hasta 1990 (junto a la nacional Petroecuador).